# Mario Lemieux
Mario Lemieux (Montréal, Québec, 1965. október 5. –) kanadai profi jégkorongozó, aki 17 szezont játszott a National Hockey League-ben a Pittsburgh Penguinsben 1984 és 2006 között. Jelenleg a csapat tulajdonosa és elnöke. Ő mentette meg a csapatot a csődtől 1999-ben. A csapatot két Stanley-kupa győzelemre vezette. Kanadát pedig olimpiai aranyra, Kanada-kupa és jégkorong-világkupa győzelemre. Háromszor lett az NHL-MVP-je, hatszoros pontkirály és kétszeres rájátszás MVP. Visszavonulása után hetedik volt az örök pontlistán 690 góllal és 1033 assziszttal. A lehetséges 1428 mérkőzésből mindössze 915-ön lépett jégre, mert karrierjét egészségi problémák kísérték végig. Krónikus hátfájása és Hodgkin-kórja volt többek között. 1997-ben a Hodgkin-kór miatt visszavonult, de 2000-ben visszatért. Majd 2006-ban végleg vissza kellett vonulni szívritmuszavarok miatt. 1997-ben azonnal beválasztották a Jégkorong Hírességek Csarnokába (nem várták meg a kötelező három évet). Ő lett a harmadik játékos a liga történetében, aki tagja volt a Csarnoknak és visszatért játszani (Gordie Howe és Guy Lafleur a másik kettő játékos). Sokak szerint ö volt minden idők egyik legnagyobb játékosa. 2009-ben a Penguins megnyerte a kupát, így ő az egyetlen ember, aki játékosként és tulajdonosként is Stanley-kupát nyert.

## Nemzetközi karrier
1983-ban részt vett a junior világbajnokságon ahol bronzérmes lett. 1985-ben a felnőtt világbajnokságon már ezüstérmes lett. Az 1987-es Kanada-kupán ő lőtte válogatottja egyik leghíresebb gólját amikor a szovjet válogatott ellen betalált Wayne Gretzky passzából. A 2002-es téli olimpián csapatkapitány volt és aranyéremre vezette a kanadai válogatottat a döntőben az amerikai válogatott ellen. A 2004-es jégkorong-világkupán szintén csapatkapitány volt és akkor is győzelemre vezette a csapatot.

## Rekordok

### NHL-rekordok
- Az NHL történetében az egyetlen játékos, aki egy mérkőzésen megütötte az öt különböző gólt (egyenlő létszám, emberhátrány, emberelőny, büntető és üres kapus)
- Legtöbb emberhátrányos gól egy szezonban: 13 (1988–1989)
- Legtöbb gól egy harmadban: 4 (1997. január 27., megosztva)
- Az egyetlen játékos az NHL történetében, aki két szezonban is 30+ emberelőnyös gólt ütött
- Az egyetlen játékos az NHL történetében, aki két szezonban is 10+ emberhátrányos gólt ütött
- Az NHL történetében neki van a legmagasabb százalékos aránya (57,3%) abban, hogy ő szerezte a csapat pontjait bizonyos részét.
- Az egyetlen játékos az NHL történetében, akinek három nyolc pontos mérkőzése volt.
- Legtöbb öt gólos mérkőzés: 4 (megosztva)

### NHL-rájátszás rekordok
- Legtöbb gól egy harmad alatt: 4 (megosztva)
- Legtöbb gól egy mérkőzésen: 5 (megosztva)
- Legtöbb pont egy harmad alatt: 4 (megosztva)
- Legtöbb pont egy mérkőzésen: 8 (megosztva)

### All-Star Gála rekordok
- Legtöbb gól az All-Star Gálákon: 13 (megosztva)
- Legtöbb gól egy All-Star Gálán: 4 1990 (megosztva)
- Legtöbb pont egy All-Star Gálán: 6 1988
- Legtöbb All-Star Gála MVP cím: 3 (megosztva)

### Csapat rekordok
- Legtöbb mérkőzés: 915
- Legtöbb gól (karrier): 690
- Legtöbb assziszt (karrier): 1033
- Legtöbb pont (karrier): 1723
- Legtöbb gól egy szezonban: 85 1988–1989
- Legtöbb assziszt egy szezonban: 114 1988–1989
- Legtöbb pont egy szezonban: 199 1988–1989
- Leghosszabb gól lövő széria: 12 mérkőzés
- Legtöbb gól egy mérkőzésen: 5 (négy alkalommal a rájátszással együtt)
- Legtöbb assziszt egy mérkőzésen: 6 (három alkalommal, megosztva)
- Legtöbb pont egy mérkőzésen: 8 (három alkalommal a rájátszással együtt)

## Karrier statisztika

### NHL statisztika
| 1980–1981         | Montréal-Concordia  | QAAA              | 47  | 62  | 62   | 124  | 127 | 3   | 2  | 5  | 7   | 8  |
| 1981–1982         | Laval Voisins       | QMJHL             | 64  | 30  | 66   | 96   | 22  | —   | —  | —  | —   | —  |
| 1982–1983         | Laval Voisins       | QMJHL             | 66  | 84  | 100  | 184  | 76  | 12  | 14 | 18 | 32  | 18 |
| 1983–1984         | Laval Voisins       | QMJHL             | 70  | 133 | 149  | 282  | 92  | 14  | 29 | 23 | 52  | 29 |
| 1984–1985         | Pittsburgh Penguins | NHL               | 73  | 43  | 57   | 100  | 54  | —   | —  | —  | —   | —  |
| 1985–1986         | Pittsburgh Penguins | NHL               | 79  | 48  | 93   | 141  | 43  | —   | —  | —  | —   | —  |
| 1986–1987         | Pittsburgh Penguins | NHL               | 63  | 54  | 53   | 107  | 57  | —   | —  | —  | —   | —  |
| 1987–1988         | Pittsburgh Penguins | NHL               | 77  | 70  | 98   | 168  | 92  | —   | —  | —  | —   | —  |
| 1988–1989         | Pittsburgh Penguins | NHL               | 76  | 85  | 114  | 199  | 100 | 11  | 12 | 7  | 19  | 16 |
| 1989–1990         | Pittsburgh Penguins | NHL               | 59  | 45  | 78   | 123  | 78  | —   | —  | —  | —   | —  |
| 1990–1991         | Pittsburgh Penguins | NHL               | 26  | 19  | 26   | 45   | 30  | 23  | 16 | 28 | 44  | 16 |
| 1991–1992         | Pittsburgh Penguins | NHL               | 64  | 44  | 87   | 131  | 94  | 15  | 16 | 18 | 34  | 2  |
| 1992–1993         | Pittsburgh Penguins | NHL               | 60  | 69  | 91   | 160  | 38  | 11  | 8  | 10 | 18  | 10 |
| 1993–1994         | Pittsburgh Penguins | NHL               | 22  | 17  | 20   | 37   | 32  | 6   | 4  | 3  | 7   | 2  |
| 1995–1996         | Pittsburgh Penguins | NHL               | 70  | 69  | 92   | 161  | 54  | 18  | 11 | 16 | 27  | 33 |
| 1996–1997         | Pittsburgh Penguins | NHL               | 76  | 50  | 72   | 122  | 65  | 5   | 3  | 3  | 6   | 4  |
| 2000–2001         | Pittsburgh Penguins | NHL               | 43  | 35  | 41   | 76   | 18  | 18  | 6  | 11 | 17  | 4  |
| 2001–2002         | Pittsburgh Penguins | NHL               | 24  | 6   | 25   | 31   | 14  | —   | —  | —  | —   | —  |
| 2002–2003         | Pittsburgh Penguins | NHL               | 67  | 28  | 63   | 91   | 43  | —   | —  | —  | —   | —  |
| 2003–2004         | Pittsburgh Penguins | NHL               | 10  | 1   | 8    | 9    | 6   | —   | —  | —  | —   | —  |
| 2005–2006         | Pittsburgh Penguins | NHL               | 26  | 7   | 15   | 22   | 16  | —   | —  | —  | —   | —  |
| QMJHL-összesített | QMJHL-összesített   | QMJHL-összesített | 200 | 247 | 315  | 562  | 190 | 26  | 43 | 41 | 84  | 47 |
| NHL-összesített   | NHL-összesített     | NHL-összesített   | 915 | 690 | 1033 | 1723 | 834 | 107 | 76 | 96 | 172 | 87 |

### All-Star Gála statisztika
| Év                   | Helyszín             |                      | G  | A | P  |
| -------------------- | -------------------- | -------------------- | -- | - | -- |
| 1985                 | Calgary              | 2                    | 1  | 3 |    |
| 1986                 | Hartford             | 0                    | 0  | 0 |    |
| 1988                 | St. Louis            | 3                    | 3  | 6 |    |
| 1989                 | Edmonton             | 0                    | 1  | 1 |    |
| 1990                 | Pittsburgh           | 4                    | 0  | 4 |    |
| 1992                 | Philadelphia         | 0                    | 1  | 1 |    |
| 1996                 | Boston               | 1                    | 1  | 2 |    |
| 1997                 | San Jose             | 2                    | 1  | 3 |    |
| 2001                 | Denver               | 1                    | 1  | 2 |    |
| 2002                 | Los Angeles          | 1                    | 0  | 1 |    |
| All-Star Összesített | All-Star Összesített | All-Star Összesített | 14 | 9 | 23 |

### Nemzetközi statisztika
| Év                  | Csapat              | Esemény                | Eredmény            | MSz | G  | A  | P  | B  |
| ------------------- | ------------------- | ---------------------- | ------------------- | --- | -- | -- | -- | -- |
| 1983                | Kanada              | U-20-as világbajnokság | Bronzérem           | 7   | 5  | 5  | 10 | 12 |
| 1985                | Kanada              | Világbajnokság         | Ezüstérem           | 9   | 4  | 6  | 10 | 2  |
| 1987                | NHL All-Stars       | Rendez-vous '87        | —                   | 2   | 0  | 3  | 3  | 0  |
| 1987                | Kanada              | Kanada-kupa            | Aranyérem           | 9   | 11 | 7  | 18 | 8  |
| 2002                | Kanada              | Olimpia                | Arany               | 5   | 2  | 4  | 6  | 0  |
| 2004                | Kanada              | Világkupa              | Aranyérem           | 6   | 1  | 4  | 5  | 2  |
| Junior összesített  | Junior összesített  | Junior összesített     | Junior összesített  | 7   | 5  | 5  | 10 | 12 |
| Felnőtt összesített | Felnőtt összesített | Felnőtt összesített    | Felnőtt összesített | 31  | 18 | 24 | 42 | 12 |

## Díjai, elismerései
- Stanley-kupa: 1991, 1992 (játékos), 2009, 2016, 2017 (tulajdonos)
- Olimpiai aranyérem: 2002
- Világbajnoki ezüstérem: 1985
- Junior világbajnoki bronzérem: 1983
- Kanada-kupa aranyérem: 1987
- Jégkorong világkupa aranyérem: 2004
- Jégkorong Hírességek Csarnoka: 1997
- Hart-emlékkupa: 1988, 1993, 1996
- Art Ross-trófea: 1988, 1989, 1992, 1993, 1996, 1997
- Conn Smythe-trófea: 1991, 1992
- Ted Lindsay-díj: 1986, 1988, 1993, 1996
- NHL Plus-Minus Award: 1993
- Calder-emlékkupa: 1985
- Chrysler-Dodge/NHL Performer of the Year: 1985, 1986, 1987
- Dapper Dan Athlete of The Year: 1986, 1989
- Lester Patrick-trófea: 2000
- Bill Masterton-emlékkupa: 1993
- NHL All-Star Gála MVP: 1985, 1988, 1990
- NHL Első All-Star Csapat: 1988, 1989, 1993, 1996, 1997
- NHL Második All-Star Csapat: 1986, 1987, 1992, 2001
- NHL All-Rookie Team: 1985
- ESPN Hockey Player of The Decade: 2000
- ESPY Award NHL Player of The Year: 1993, 1994, 1998
- Lou Marsh-trófea: 1993
- CHL Az Év Játékosa Díj: 1984